# マティアス・ハビッヒ
マティアス・ハビッヒ（Matthias Habich, 1940年1月12日 - ）は、ドイツの俳優。現在はパリに在住している。

## 来歴
ダンツィヒに生まれる。ハンブルクで育ち、アビトゥーア合格後にハンブルク国立音楽・演劇高等専門学校に学ぶ。1966年に1学期だけパリ国立高等音楽・舞踊学校で学び、のちに渡米してリー・ストラスバーグの演技指導を受けた。
ドイツ（西ドイツ）に戻ったのちクール、バーデン＝バーデン、バーゼル、ヴッパータール、チューリッヒ、ミュンヘンの市立劇場の舞台に立つ。1973年に映画『Die merkwürdige Lebensgeschichte des Friedrich Freiherrn von der Trenck』で初主演し注目される。その後もテレビドラマや映画に多数出演、出演映画数は70を超える。1997年及び1998年にテレビ映画『Das Urteil』（オリヴァー・ヒルシュビーゲル監督）の演技でドイツのテレビドラマ分野の主演男優賞を受賞した。2009年にドイツ連邦共和国功労勲章功労十字小綬章を受章。

## 主な出演映画
- 『とどめの一発（ドイツ語版）』（1976年） フォルカー・シュレンドルフ監督
- 『愛の瞬間（とき）（フランス語版）』（1988年） レア・プール（フランス語版）監督
- 『ギュンター・グラス/女ねずみ（ドイツ語版）』（1997年） マルティン・ブッフホルン（ドイツ語版）監督 ※テレビ映画
- 『スターリングラード』（2001年） ジャン＝ジャック・アノー監督（フリードリヒ・パウルス役）
- 『名もなきアフリカの地で』（2001年） カロリーネ・リンク監督
- 『NERO ザ・ダーク・エンペラー（英語版）』（2004年） ポール・マーカス（英語版）監督（セネカ役） ※テレビ映画
- 『ヒトラー 〜最期の12日間〜』（2004年） オリヴァー・ヒルシュビーゲル監督（ヴェルナー・ハーゼ役）
- 『愛を読むひと』（2008年） スティーヴン・ダルドリー監督
- 『エネミーズ・ゾーン（ドイツ語版）』（2009年） ランスロ・フォン・ナッソ（ドイツ語版）監督 ※日本劇場未公開
- 『ヒマラヤ 運命の山（ドイツ語版）』（2010年） ヨゼフ・フィルスマイアー（ドイツ語版）監督
- 『生きうつしのプリマ（ドイツ語版）』（2015年） マルガレーテ・フォン・トロッタ監督
- 『ベルリン・シンドローム』（2017年） ケイト・ショートランド監督